# Web ostrý jako břitva
Web ostrý jako břitva je česká kniha o procesu návrhu webu (webdesignu), kterou napsal Jan Řezáč, český konzultant webů, lektor a zakladatel agentury House of Řezáč. První vydání knihy vyšlo v roce 2014 v nákladu 3000 kusů a bylo zcela rozebráno během 15 měsíců. Druhého vydání se kniha dočkala v roce 2016.
V září 2024 Web ostrý jako břitva oslavil 10 let od vydání a jeho autor k této příležitosti aktualizoval na LinkedIn řadu pasáží a myšlenek z knihy. Knihu také dal volně ke stažení.

## Vznik knihy
Kniha vznikla jako reakce na dlouhodobě chybějící formální vzdělávání a neexistující standardy v oblasti webdesignu a webových projektů v Česku. Cílem knihy bylo tyto standardy nastavit a připravit pro zadavatele i dodavatele návod, jak webový projekt řídit, kontrolovat a zasadit do širšího kontextu.

## Obsah knihy
Kniha se zabývá návrhem webových prezentací, které prodávají produkty či služby, tedy návrhem firemních webů, internetových obchodů, microsites apod. V první části kniha představuje úvod do oboru webdesignu (typy webových projektů, klíčové pojmy jako KPI, konverzní akce apod.), práce s poptávkou (cenotvorba, ukotvení projektu, nastavení očekávání) a také projektového řízení (definování jednotlivých rolí, technika WBS aj.).
Hlavní část knihy je věnována procesu návrhu webu a jednotlivým fázím
- Fáze 1: Objevování
- Fáze 2: Uživatelský výzkum
- Fáze 3: Návrh webu
- Fáze 4: Evaluace

Poslední kapitoly knihy se obrací spíše na dodavatele a webdesignery pro které zasazují návrh webu do širších souvislostí (Maslowova pyramida webdesignu).